# تپه یهود
تپه یهود مربوط به اواخر دوره تا سده‌های میانه دوران‌های تاریخی پس از اسلام است و در شهرستان سنندج، بخش مرکزی، دهستان آبیدر، روستای حسن‌آباد واقع شده و این اثر در تاریخ ۷ اسفند ۱۳۸۶ با شمارهٔ ثبت ۲۱۵۰۹ به‌عنوان یکی از آثار ملی ایران به ثبت رسیده است.